# Pinatar Cup 2024
Das Einladungsturnier um den Pinatar Cup 2024 für A-Nationalmannschaften der Frauen in der spanischen Stadt San Pedro del Pinatar war die vierte Austragung dieser Turnierreihe und fand vom 24. bis zum 27. Februar in der Pinatar Arena statt. Es nahmen keine Mannschaften aus der „Top Ten“ der FIFA-Weltrangliste teil. Bestplatzierte Mannschaft war Schottland (Platz 25). Weitere Teilnehmer waren Finnland (27), die Philippinen (38) und Slowenien (44).

## Spielergebnisse
|                                           |   |            |           |
| 24. Februar 2024 um 14:05 Uhr, Halbfinale |   |            |           |
| Philippinen                               | – | Schottland | 0:20(0:2) |
| 24. Februar 2024 um 19:30 Uhr, Halbfinale |   |            |           |
| Slowenien                                 | – | Finnland   | 0:10(0:1) |
| 27. Februar 2024 um Spiel um Platz 3      |   |            |           |
| Philippinen                               | – | Slowenien  | 0:10(0:1) |
| 27. Februar 2024 um Finale                |   |            |           |
| Schottland                                | – | Finnland   | 1:10(0:1) |

- Finnland gewann das Spiel im Elfmeterschießen mit 5:4.

## Torschützinnen
| Rang | Spielerin     | Anzahl |
| ---- | ------------- | ------ |
| 1    | Martha Thomas | 3      |
| 2    | Jutta Rantala | 1      |
|      | Oona Sevenius | 1      |
|      | Lana Golob    | 1      |

## Schiedsrichterinnen
- Jana Adámková
- Katalin Sipos